# Публий Корнелий Кос
Вижте пояснителната страница за други личности с името Публий Корнелий Кос.
Публий Корнелий Кос (на латински: Publius Cornelius Cossus) e политик на Римската република през 5 век пр.н.е. от фамилията Корнелии.
Вероятно е син на Авъл Корнелий Кос (консул 428 пр.н.е.).
През 415 пр.н.е. той е консулски военен трибун (Tribuni militum consulari potestate) с Нумерий Фабий Вибулан, Гай Валерий Поцит Волуз и Квинт Квинкций Цинцинат.
Вероятно е баща на Гней Корнелий Кос (консулски военен трибун 406, 404 и 401 пр.н.е.).